# Hyalinobatrachium tatayoi
Espèce
Statut de conservation UICN

 LC  : Préoccupation mineure
Hyalinobatrachium tatayoi est une espèce d'amphibiens de la famille des Centrolenidae.

## Répartition
Cette espèce est endémique de l'État de Zulia au Venezuela. Elle se rencontre à 300 m d'altitude dans la Serranía de Perijá.

## Publication originale
- Castroviejo-Fisher, Ayarzagüena & Vilà, 2007 : A new species of Hyalinobatrachium (Centrolenidae: Anura) from Serranía de Perijá, Venezuela. Zootaxa, no 1441, p. 51-62.